# Závadka (Michalovce)
Závadka é um município da Eslováquia, situado no distrito de Michalovce, na região de Košice. Tem 5,02 km² de área e sua população em 2018 foi estimada em 441 habitantes.

## Demografia
| Ano:        | 1994 | 2004   | 2014   | 2024   |
| ----------- | ---- | ------ | ------ | ------ |
| Broj ljudi: | 412  | 429    | 448    | 426    |
| Razlika:    |      | +4,12% | +4,42% | -4,91% |

| Ano:               | 2023 | 2024   |
| ------------------ | ---- | ------ |
| Número de pessoas: | 423  | 426    |
| Diferença:         |      | +0,70% |